# Françoise Nyssen
Pour les articles homonymes, voir Nyssen.
Françoise Nyssen, née le 9 juin 1951 à Etterbeek (Belgique), est une éditrice et femme politique belgo-française.
De 1987 à fin 2022, elle participe à la direction de la maison d'édition Actes Sud, fondée par son père Hubert Nyssen et devenu en 2017 le neuvième groupe d’édition français. Elle (ainsi que son mari jusqu'à son décès) en possèdent 95 % du capital.
Sous la présidence d'Emmanuel Macron, elle est ministre de la Culture des gouvernements d'Édouard Philippe de mai 2017 à octobre 2018. Elle est ensuite présidente de l'association Éclat, organisatrice du festival international de théâtre de rue d'Aurillac, et présidente du conseil d'administration du festival d'Avignon.

## Biographie

### Formation et débuts
Fille de Hubert Nyssen, publicitaire belge fondateur des éditions Actes Sud, et de sa première femme, Françoise Nyssen fait sa scolarité au lycée français de Bruxelles. Inspirée par le parcours du second mari de sa mère, le biochimiste René Thomas, elle obtient une licence en chimie, à l'université libre de Bruxelles en 1972 et est agrégée de l’enseignement secondaire. Elle commence ensuite un doctorat en biochimie,. Elle a également étudié à l'institut Saint-Luc de Bruxelles de 1975 à 1978, où elle a obtenu un diplôme d’urbaniste à l’Institut supérieur d'urbanisme et de rénovation urbaine à Bruxelles, avant de rejoindre la direction de l'architecture du ministère belge de l'Environnement et du cadre de vie.
Née belge,,, elle obtient la nationalité française dans les années 1990,.

### Édition
En 1980, elle rejoint le monde de l’édition, d’abord comme associée et présidente-directrice générale de la coopérative d’éditions du Paradou. En 1987, elle devient associée et présidente du directoire de la maison d'édition Actes Sud fondée par son père Hubert Nyssenet sa seconde femme Christine Lebœuf (petite-fille du banquier et mécène Henry Le Bœuf), basée à Arles et à Paris (Saint-Germain-des-Prés, rue Séguier). Elle fonde parallèlement la librairie Actes Sud avec son second mari Jean-Paul Capitani, ingénieur agronome, et dirige la collection « Un endroit où aller », créée en 1995. Conjointement avec son mari, elle détient 95 % du capital de la holding Actes Sud Participations, en 2017. La maison d'édition est cette année-là le neuvième groupe d’édition français. Jean-Paul Capitani décède d'une chute à vélo le 4 avril 2023.

### Engagements
Après le suicide de son fils Antoine en 2012, à l'âge de 18 ans (« précoce, surdoué, dyslexique, dyspraxique et doté d’une intelligence très émotionnelle », ce garçon n’était « pas dans le moule » selon Françoise Nyssen), elle fonde en 2014 avec son mari l'école Domaine du possible,, un établissement scolaire pour « enfants précoces » dans la lignée de l'éducation nouvelle, alors dirigé par Henri Dahan, ancien délégué général de la fédération Steiner-Waldorf en France. La première année se déroule dans la chapelle du Méjan, puis l'école s'installe dans un mas à quelques kilomètres d'Arles où elle accueille une centaine d'élèves entre 3 et 16 ans à la rentrée 2016. Si cette école « semble quasiment faire l'unanimité, son fonctionnement et ceux qui l'entourent posent néanmoins question ».
Au moment de sa nomination au ministère, elle siège aux conseils d’administration d’EuropaCorp, du Musée du quai Branly et de la Bibliothèque nationale de France.

### Parcours politique

#### Premiers engagements
À l'occasion de l'élection présidentielle de 2007, Françoise Nyssen signe un manifeste de femmes artistes de l'écrit appelant à se prononcer en faveur de Ségolène Royal.

#### Ministre de la Culture

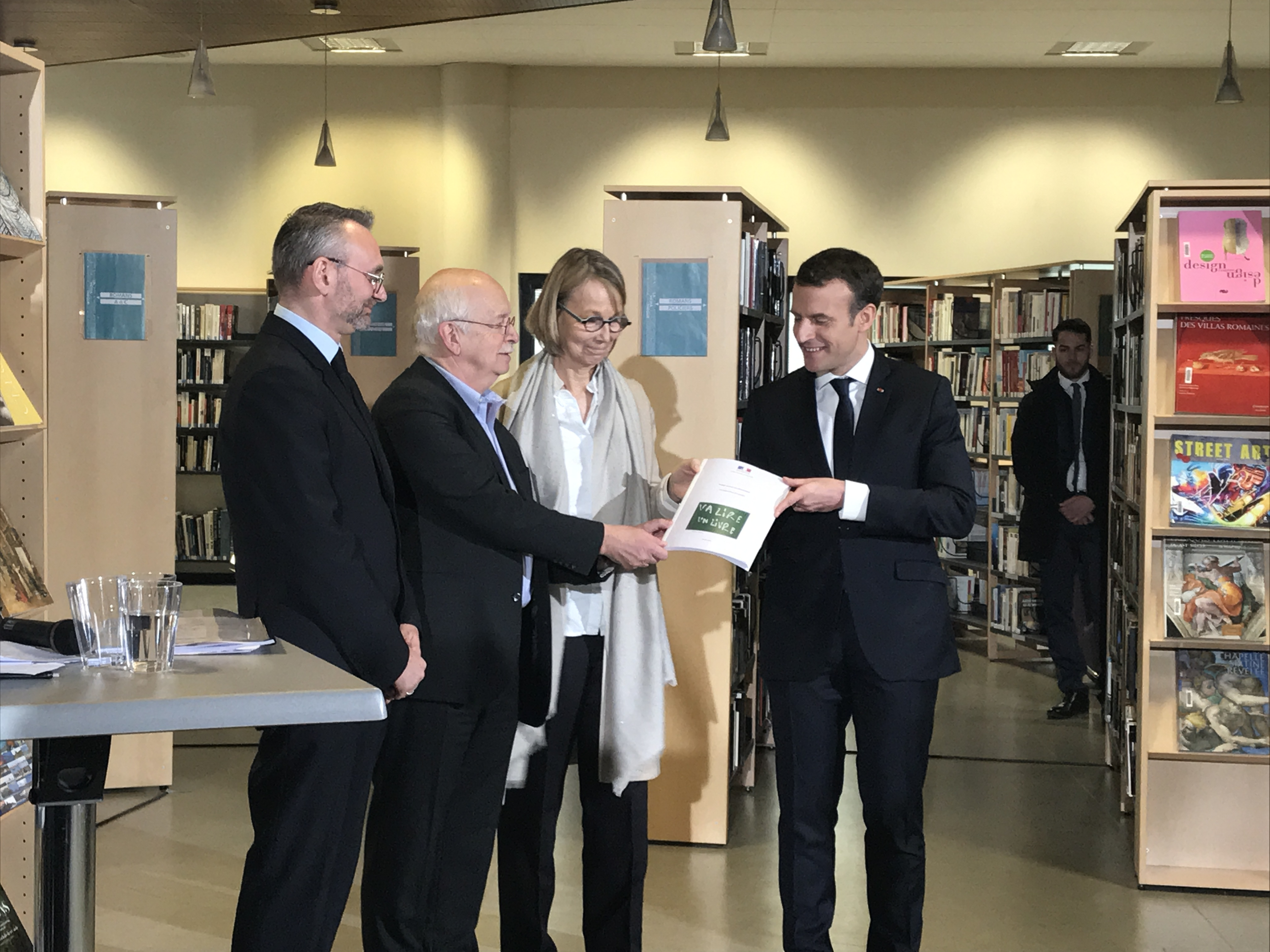
Remise du rapport d'Erik Orsenna à Françoise Nyssen et Emmanuel Macron sur l'ouverture des bibliothèques, février 2018.

Le 17 mai 2017, elle est nommée ministre de la Culture du gouvernement Édouard Philippe, sous la présidence d'Emmanuel Macron. Édouard Philippe a pris un décret paru le 10 juillet 2018 au Journal Officiel qui retire à la ministre de la Culture plusieurs compétences en lien avec son métier avant son arrivée rue de Valois pour prévenir les conflits d'intérêts.
À l'occasion des élections législatives qui suivent sa nomination, elle soutient Myriam El Khomri (PS) dans la dix-huitième circonscription de Paris, alors qu'Édouard Philippe soutient son adversaire Pierre-Yves Bournazel (LR), qui l'emporte.
À son arrivée rue de Valois, elle nomme comme directeur de cabinet Marc Schwartz, qu'elle a vraisemblablement connu après sa nomination comme médiateur du livre en 2016. Celui-ci quitte son poste en janvier 2018 après s'être vu confier une mission sur la distribution de la presse. Il est remplacé par Laurence Tison-Vuillaume, jusqu'alors directrice adjointe du cabinet. Françoise Nyssen maintient la quasi-totalité des directeurs d'administration centrale (DAC) dépendant de son ministère. Mediapart relève en avril 2018 des difficultés dans ses relations avec l'administration.

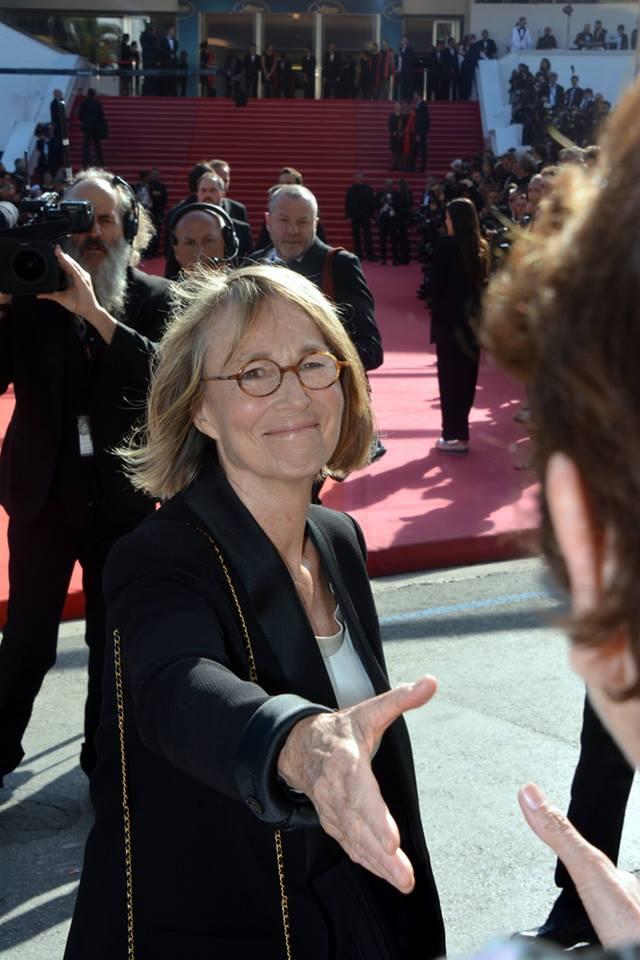
Françoise Nyssen au festival de Cannes 2018.

Elle a notamment pour mission de mettre en application la promesse de campagne d'Emmanuel Macron d'un pass Culture de 500 euros pour les jeunes majeurs,. En décembre 2024, la Cour des comptes dresse un bilan très sévère du Pass culture dénonçant notamment un coût très élevé et le fait que celui-ci ne répondrait pas aux objectifs fixés de démocratisation des pratiques culturelles,,. Le président de la République souhaite également aller vers une ouverture des bibliothèques le dimanche, leur espace horaire en France étant inférieur à celui des États-Unis et de plusieurs autres pays européens, ce qui conduit Françoise Nyssen à charger Noël Corbin, inspecteur des affaires culturelles, et l'écrivain Erik Orsenna de rédiger un rapport sur cette question.
Elle renonce à organiser les traditionnels concerts de la Fête de la musique au Palais-Royal au profit de concerts dans six villes de province et en banlieue. L'opération "Les Étés de Valois" permet également d'accueillir plusieurs centaines de jeunes Franciliens au Palais-Royal pendant la période estivale pour des ateliers d'initiation culturelle. En déplacement à La Courneuve, elle annonce un soutien de l’État à la reconstruction d'une médiathèque incendiée.
Déplorant de fortes inégalités de genre dans le monde musical avec seulement 12 % de femmes à la tête des scènes de musiques actuelles 16 % de bénéficiaires des aides à l'écriture des œuvres musicales, elle annonce lors d'un discours au festival d'Aix-en-Provence des objectifs de progression notamment en matière de programmation pour une meilleure visibilité des artistes femmes et un système de malus sur les subventions pour ceux qui ne respectent pas leurs obligations. Elle rappelle avoir mobilisé une enveloppe de 500 000 euros pour le rattrapage des inégalités salariales au sein de son ministère et un objectif de 50 % de femmes à la tête des établissements publics culturels à l'issue du quinquennat.
À l'occasion du 150e anniversaire de la naissance de l'essayiste nationaliste et antisémite Charles Maurras, l'historien Olivier Dard rédige une notice de trois pages pour le livre des commémorations nationales 2018. Sur décision de Françoise Nyssen, les trois pages sont intégralement « supprimées » et les ouvrages déjà imprimés sont envoyés au pilon,.
En juin 2018, elle annonce une réforme de l'audiovisuel public, comprenant notamment la suppression d'au moins un canal hertzien (suppression de France Ô, réduction de France 4 à une diffusion seulement numérique), le rapprochement de France Bleu avec France 3, le développement de synergies, et l'émergence de « médias engagés » pour « changer les mentalités sur le terrain »,. Françoise Nyssen affiche sa solidarité avec Delphine Ernotte déplorant le manque de diversité à France Télévision en estimant qu'il y avait trop « d'hommes blancs, de plus 50 ans ». Concernant, la mutation numérique se fera par un « redéploiement des moyens » et la mise en commun des projets, comme Franceinfo, fruit de la coopération entre France Télés, Radio France et France 24. Le plan prévoit une économie estimée autour de 400 millions d'euros à l'horizon 2022 selon Les Échos.
Françoise Nyssen est remplacée à la tête du ministère de la Culture par Franck Riester lors du remaniement ministériel du 16 octobre 2018.

### Activités depuis 2018
En 2019, elle reprend ses fonctions au sein de la maison d'édition Actes Sud et de l'écosystème basé à Arles, qui comprend notamment les activités des librairies, de l'association du Méjan, du cinéma et de l'école du Domaine du possible.
Elle est nommée présidente du festival du théâtre de rue d'Aurillac depuis le 18 décembre 2019[réf. nécessaire], présidente de la Maison de la Poésie à Paris[réf. nécessaire], présidente du Centre national d'art vocal MUSICATREIZE à Marseille[réf. nécessaire] et présidente de l'association de gestion du festival d'Avignon[Depuis quand ?][réf. nécessaire].
En septembre 2022, Actes Sud annonce le départ de Françoise Nyssen de son poste de présidente de la maison d'édition à la fin d'année. Elle reste membre du directoire et actionnaire majoritaire.

## Controverses

### Anthroposophie, écoleDomaine du possibleet soupçon de dérive sectaire
Peu après la nomination de Françoise Nyssen au ministère de la Culture, Jean-Luc Mélenchon la décrit à l'occasion d'un interview à BFM TV comme « une ministre de la Culture qui est plus ou moins liée aux sectes ». Cette déclaration fait référence à l'éventuel lien de Françoise Nyssen avec l'anthroposophie, un courant de pensée mystique né dans l'Allemagne du début du XXe siècle, dont les différentes ramifications modernes ont été plusieurs fois critiquées par la mission interministérielle de lutte contre les sectes,. Le directeur de l'école Domaine du possible – fondée par Mme Nyssen et son mari, M. Capitani – Henri Dahan, déclare en 2016 que celle-ci « n’est pas stricto sensu une école Steiner, même si l’établissement trouve “son ancrage” » dans la pédagogie Steiner-Waldorf, issue de l'anthroposophie, et qui fait l'objet de nombreuses critiques. Une élève interrogée par le journaliste Jean-Baptiste Malet indique cependant que « Les profs disent qu’ici ce n’est pas une école Steiner, mais c’est 100 % Steiner. […] On fait exactement les mêmes choses que dans une école Steiner ». L'absence de revendication de cette affiliation tiendrait essentiellement, selon M. Capitani lui-même, au fait que « en France il y a beaucoup trop de préjugés à l’égard du spiritualisme et contre Steiner en particulier ». Pourtant, un rituel anthroposophique occultiste de Noël a été organisé en décembre 2017 sans que les parents d'élèves en aient été préalablement informés. Henri Dahan est renvoyé en juillet 2018.
Françoise Nyssen ne nie pas être proche de cette sphère spirituelle, et a par exemple publié un article dans la revue Nouvelles de la Société anthroposophique en France en 2015, dans lequel elle déclare « J’ai toujours été dans une espèce de rationalisme, et il a fallu un choc, un drame, pour que tout d’un coup le voile se déchire et que la spiritualité parvienne au centre de ma vie ». Mme Nyssen est « très fière » de l'école Domaine du possible : « c'est dans des écoles alternatives comme celle-ci que s'invente l'avenir ».
Le rectorat d’Aix-Marseille assure que « l’école n’est pas du tout suspectée de dérive sectaire ».

### Travaux non déclarés

#### À Paris
En 1997, l'hôtel d'Aguesseau, inscrit depuis 1926 à l'inventaire des Monuments historiques, a été acquis par l'intermédiaire d'une SCI gérée jusqu'en mai 2017 par Françoise Nyssen. En 2012, la SCI entreprend des travaux d'agrandissement en ajoutant des mezzanines et des escaliers, d'une hauteur sous plafond de 4,60 m, soit l'ajout de 150 mètres carrés loués à la maison d'édition Actes Sud. Selon le Canard enchaîné, les travaux n'auraient pas été déclarés auprès de la Direction de l'urbanisme de la Mairie de Paris, de l'administration fiscale, des Bâtiments de France et de l'architecte en chef des Monuments historiques,. Une enquête préliminaire est ouverte par le parquet de Paris en août 2018. Cette enquête est classée sans suite en décembre 2020.

#### À Arles
Françoise Nyssen avait entrepris avec son mari, à l'époque président de l'entreprise, de grands travaux au siège de leur maison d'édition Actes Sud à Arles. Le Canard enchaîné révèle que ces travaux ont été réalisés sans l'autorisation de l'architecte des bâtiments de France et qu'ils ont été régularisés seulement plusieurs années après par son mari en mai 2017, lors de sa nomination comme ministre de la Culture.

### Conflit d'intérêts dans le secteur de l'édition
En 2017, l'éditeur Actes Sud a touché 101 415 euros du Centre national du livre (CNL) alors que la ministre de la Culture, qui exerçait une tutelle sur l'établissement, n'était autre que son ex-présidente, Françoise Nyssen. Elle a de plus conservé certains intérêts dans l'entreprise. Toutefois, en 2016, avant la nomination ministérielle de Françoise Nyssen, Actes Sud était déjà le deuxième éditeur le plus aidé par le CNL — après le Seuil (264 365 euros) — avec 264 167 euros.

## Distinctions
- Prix Veuve Clicquot de la femme d’affaires de l’année en 1991

### Décorations françaises
- Officier de la Légion d'honneur depuis 2013[62]
- Commandeur de l'ordre national du Mérite (2017)[63]
- Commandeur de l'ordre des Arts et des Lettres depuis 2008[64]

### Décorations étrangères
- Commandeur de l'Ordre de Dannebrog

## Publications
- « D’Arles au Goncourt. Les fondements du succès d’Actes Sud », Le journal de l'école de Paris du management, vol. 1, no 57,‎ 2006, p. 21-26 (lire en ligne, consulté le 29 juin 2017). Via Cairn.info
- Françoise Nyssen, Plaisir et nécessité, Paris, éditions Stock, 2019, 250 p. (ISBN 978-2-234-08813-9).